# Pipi Duga Čarapa
 Pipi Duga Čarapa (šved. Pippi Långstrump, ili cijelim imenom Pippilotta Viktualia Rullgardina Krusmynta Efraimsdotter Långstrump), je najpoznatiji izmišljeni lik švedske spisateljice za djecu Astrid Lindgren. Knjige o Pipi Duga Čarapi prevedene su na 92 različita jezika. Pipi je neobična djevojčica. Posebice 1940-ih, kada su izdane knjige, mogla se doživjeti kao kontroverzna: ona je najjača djevojčica na svijetu, ima pjege i crvene pletenice koje stoje uspravno, proturiječi odraslima i neodgojena je. Živi bez roditelja u kući zvanoj Villa Villekulla zajedno sa svojim pjegavim konjem Lilla gubben (hr. malim prijateljem) i majmunom Gospodinom Nilssonom. Njena mama je na nebu, otac Efraim Långstrump je kralj crnaca na otoku Kurrekurreduttön u južnom moru, a ona ima vreću punu zlatnika. 

## Povijest
U zimu 1941. godine Karin, 7-godišnja kćer Astrid Lindgren, bolovala je od upale pluća i rekla je svojoj majci da želi čuti priču o Pipi Dugoj Čarapi. Lindgren je počela pričati priče i ove priče su oduševile i Karin i njene prijatelje. U ožujku 1944., kada se Lindgren nije mogla kretati jer joj je stopalo bilo povrjeđeno, počinje zapisivati priče o Pipi. Kćer Karin je za svoj 10. rođendan dobila ove priče na poklon.
Pošto ju je prvo odbila izdavačka kuća Bonniers förlag, knjigu izdaje kuća Rabén & Sjögren u studenom 1945. Slijedile su još dvije knjige i nekoliko kraćih priča i slikovnica.

## Likovi
- Pipi Duga Čarapa, glavni lik - najjača djevojčica na svijetu. Toliko je jaka da može podići svog konja.Vrlo je neobična djevojčica
- Tommy i Annika Settergren, brat i sestra, Pipijevi susjedi i najbolji prijatelji. Za razliku od Pipi vrlo su poslušni. Pokušavaju naći ravnotežu između roditeljskih želja, svojih osobnih i Pipijinih.
- Gospodin Nilsson, Pipin majmun; i prijatelj
- Lilla Gubben, Pipin konj. Živi u Pipinoj kuhinji i voli šećer. Pun je pjega, kao i Pipi.
- Gospođa Prüzelius, samoproglašeni moralni čuvar, koja neprestano dolazi u sukob s Pipi.

- Kling i Klang, dva nespretna i nekompetentna policajca kojima nikako ne uspjeva uhvatiti Pipi i poslati je u dom za djecu
- Dunder-Karlsson i Blom, lopovi koji natoje ukrasti Pipinu vreću sa zlatnicima.
- Kapetan Efraim Långstrump, Pipin otac, kapetan na brodu i kralj na otoku Kurrekurreduttön
- Gospodin i gospođa Settergren, Tommyevi i Annikini roditelji, koji pokušavaju odgojiti svoju djecu kako najbolje umiju ali istovremeno pokušavaju voljeti Pipi.

## Pipi Duga Čarapa na različitim jezicima
- Albanski : Pipi Çorapëgjata
- Arapski : Pypy gob abbandh
- Bošnjački : Pipi Duga Čarapa
- Bugarski : Пипи Дългото Чорапче (Pipi Dălgoto Čorapče)  (Пипилота Виктуалия Транспаранта Ментолка Ефраимова Дългото чорапче - Pipilota Viktualija Transparanta Mentolka Efraimova Dălgoto čorapče)
- Danski : Pippi Langstrømpe
- Engleski : Pippi Longstocking
- Esperanto : Pipi Ŝtrumpolonga
- Estonski : Pipi Pikksukk
- Finsku : Peppi Pitkätossu
- Francuski : Fifi Brindacier
- Farski : Pippi Langsokkur
- Gruzijski : პეპი გრძელი წინდა (Pepi Grdzeli Tsinda)
- Grčki : Πίπη Φακιδομύτη (Pípi Fakidomíti)
- Indonezijski : Pippi Si Kaus Panjang
- Islandski : Lína Langsokkur
- Hebrejski : בילבי בת-גרב (Bilbee Bat-Gerev)
- Talijansku : Pippi Calzelunghe
- Japanski : 長靴下のピッピ Nagakutsushita no Pippi
- Kineski : 长袜子皮皮 Changwazi Pipi
- Korejski : 삐삐 롱스타킹 (Pippi Longstoking)
- Kurdski : Pippi ya Goredirêj. پیپیی گوێره‌ویدرێژ
- Latvijski : Pepija Garzeķe
- Litavski : Pepė Ilgakojinė
- Mkedonski : Pipi dolgiot corap
- Norveški : Pippi Langstrømpe
- Nizozemski : Pippi Langkous
- Perzijski : پی‌پی جوراب بلند Pipi Jurâb-boland
- Poljski : Pippi Pończoszanka (prvi prijevod: Fizia Pończoszanka)
- jezik : Pipi Meia-Longa (ili "Pippi das meias altas")-Portugal, Píppi Meialonga (Brasil)
- Romski : Pippi longo trinfja
- Ruski : Пеппи Длинныйчулок ("Peppi Dlinnyjčulok") ili Пиппи Длинный Чулок (Pippi Dlinnyj Čulok)
- Srpski : Pipi Duga Čarapa
- Slovački : Pippi Dlhá Pančucha
- Slovenski : Pika Nogavička
- Španjolski : Pipi Calzaslargas
- Švedski : Pippi Långstrump
- Thai : Pippi Thung-Taow Yaow
- Češki : Pipi Dlouhá Punčocha
- Turski : Pippi Uzunçorap
- Njemački : Pippi Langstrumpf
- Ukrajinski : Пеппі Довгапанчоха
- Mađarski : Harisnyás Pippi
- Vijetnamski : Pippi Tat Dai
- Bjeloruski : Піпі Доўгаяпанчоха

U većini slučajeva zove se samo Pippi, Pipi ili slično dok je Duga Čarapa prevedeno na željeni jezik. U francuskom jeziku bilo je potrebno prevesti Pipi na Fifi, zato što pipi na dječjem jeziku znači urinirati.

## Vanjske poveznice
- Astrid Lindgren - Službena stranica